# Boris Wladimirowitsch Morukow
Boris Wladimirowitsch Morukow (russisch Борис Владимирович Моруков, wiss. Transliteration Boris Vladimirovič Morukov; * 1. Oktober 1950 in Moskau, Russische SFSR; † 1. Januar 2015) war ein russischer Kosmonaut.

## Ausbildung
Boris Morukow besuchte das Staatliche 2. Moskauer Medizinische Institut „Nikolai I. Pirogow“ in Moskau, welches er mit einem Diplom in Medizin 1973 abschloss. Danach arbeitete er ab 1978 am Institut für Biomedizinische Probleme auf den Gebieten der Weltraum-, Marine- und Luftfahrtmedizin und machte 1979 darin seinen Doktor in Medizin.
Morukow schloss als Weltraumarzt Weiterbildungen in Kardiologie, Gastroenterologie, Otolaryngologie, Stomatologie, Ophthalmologie und Herz-Lungen-Wiederbelebung zwischen 1989 und 1991 ab.
1995 besuchte Morukow Fortgeschrittenenkurse in Notfallmedizin und 1996 komplettierte er seine Ausbildung mit Kursen in Endokrinologie und Hämatologie. 2011 wurde er korrespondierendes Mitglied der Russischen Akademie der Medizinischen Wissenschaften und 2014 der Russischen Akademie der Wissenschaften.
Morukow war verheiratet und wurde Vater zweier Kinder.

## Raumfahrertätigkeit
Von Oktober 1990 bis Februar 1992 erhielt Morukow seine Kosmonautengrundausbildung im Juri-Gagarin-Kosmonautentrainingszentrum und von August 1998 bis Januar 1999 eine Flugarztausbildung am Johnson Space Center.
Morukow flog mit STS-106 als Bordarzt zur Internationalen Raumstation (ISS).
Seit dem Jahr 2009 war er Leiter des Marsflug-Simulations-Projektes Mars 500.